# Mars Observer
Tàu vũ trụ Mars Observer, còn được gọi là Tàu vũ trụ Địa chất / Khí hậu Sao Hỏa, là tàu thăm dò không gian robot được NASA phóng lên vào ngày 25 tháng 9 năm 1992, để nghiên cứu bề mặt, khí quyển, khí hậu và từ trường của sao Hỏa. Trong giai đoạn hành trình liên hành tinh, liên lạc với tàu vũ trụ đã bị mất vào ngày 21 tháng 8 năm 1993, ba ngày trước khi bay vào quỹ đạo sao Hỏa. Nỗ lực thiết lập lại liên lạc với tàu vũ trụ đã không thành công.

## Bối cảnh

### Lịch sử
Năm 1984, một nhiệm vụ ưu tiên cao tới Sao Hỏa đã được Ủy ban Thám hiểm Hệ Mặt trời đặt ra. Sau đó có tiêu đề Tàu quỹ đạo Địa chất / Khí hậu học Sao Hỏa, quỹ đạo sao Hỏa đã được lên kế hoạch mở rộng dựa trên thông tin đã được thu thập bởi chương trình Viking. Mục tiêu nhiệm vụ sơ bộ dự kiến tàu thăm dò cung cấp dữ liệu từ trường hành tinh, phát hiện các chữ ký quang phổ nhất định của khoáng chất trên bề mặt, hình ảnh bề mặt ở tốc độ 1 mét / pixel và dữ liệu độ cao toàn cầu.
Mars Observer ban đầu được lên kế hoạch phóng vào năm 1990 bằng tàu con thoi. Khả năng cho một tên lửa có thể sử dụng cũng được đề xuất, nếu tàu vũ trụ được thiết kế để đáp ứng một số hạn chế nhất định. Trên 12 tháng 3 năm 1987, nhiệm vụ đã được dời lại cho ra mắt vào năm 1992, thay cho nhiệm vụ backlogged khác (Galileo, Magellan, Ulysses) sau khi thảm họa Tàu con thoi Challenger. Cùng với việc trì hoãn ra mắt, việc vượt quá ngân sách đòi hỏi phải loại bỏ hai công cụ trên tàu để đáp ứng kế hoạch ra mắt năm 1992. Khi hoàn thiện, các mục tiêu khoa học cơ bản đã được hoàn thành là:
- Xác định tính chất nguyên tố và khoáng vật toàn cầu của vật liệu bề mặt.
- Xác định toàn cầu địa hình và trường hấp dẫn.
- Thiết lập bản chất của từ trường sao Hỏa.
- Xác định sự phân bố thời gian và không gian, sự phong phú, nguồn và chìm của chất bay hơi và bụi trong một chu kỳ theo mùa.
- Khám phá cấu trúc và lưu thông của khí quyển.

## Hậu quả
Chương trình thám hiểm sao Hỏa được hình thành chính thức sau sự thất bại của Mars Observer vào tháng 9 năm 1993. Mục tiêu của chương trình đó bao gồm xác định vị trí của nước và chuẩn bị cho các nhiệm vụ có người lái lên sao Hỏa.